# 1958-as labdarúgó-világbajnokság (3. csoport)
Az 1958-as labdarúgó-világbajnokság 3. csoportjának mérkőzéseit június 8. és június 17. között játszották. A csoportban a házigazda Svédország, Magyarország, Mexikó és a mezőnyben újonc Wales szerepelt.
Pontegyenlőség esetén a második és a harmadik helyezett játszott még egyszer egymás ellen. Ha az első és a második helyezett között alakult ki pontegyenlőség, akkor a gólkülönbség döntötte el a csoportelsőség kérdését. A csoportból Svédország és Wales jutott tovább az első két helyen. A mérkőzéseken összesen 27 gól esett.

## Végeredmény
| Csapat       | M | Gy | D | V | Lg | Kg | Gk | P |
| ------------ | - | -- | - | - | -- | -- | -- | - |
| Svédország   | 3 | 2  | 1 | 0 | 5  | 1  | +5 | 5 |
| Wales        | 3 | 0  | 3 | 0 | 2  | 2  | 0  | 3 |
| Magyarország | 3 | 1  | 1 | 1 | 6  | 3  | +3 | 3 |
| Mexikó       | 3 | 0  | 1 | 2 | 1  | 8  | –7 | 1 |

## Mérkőzések

### Svédország – Mexikó
| 1958. június 8. 19:00 |

| Svédország                                | 3–0               | Mexikó |
| ----------------------------------------- | ----------------- | ------ |
| Simonsson 17' 64' Liedholm 57' (11-esből) | (1–0) Jegyzőkönyv |        |

| Råsunda Stadion, Solna Nézőszám: 45 000 Játékvezető: Nyikolaj Gavrilovics Latisev (szovjet) Asszisztensek: Jack Mowat (skót), Arne Eriksson (finn) |

| Svédország | Mexikó |

| GK                   | 1  | Kalle Svensson   |
| DF                   | 2  | Orvar Bergmark   |
| DF                   | 3  | Sven Axbom       |
| DF                   | 14 | Bengt Gustavsson |
| MF                   | 4  | Nils Liedholm    |
| MF                   | 6  | Sigge Parling    |
| FW                   | 7  | Kurt Hamrin      |
| FW                   | 20 | Bror Mellberg    |
| FW                   | 9  | Agne Simonsson   |
| FW                   | 8  | Gunnar Gren      |
| FW                   | 11 | Lennart Skoglund |
| Szövetségi kapitány: |    |                  |
| George Raynor        |    |                  |

| GK                    | 1  | Antonio Carbajal            |
| DF                    | 2  | Jesús del Muro              |
| DF                    | 4  | José Villegas               |
| DF                    | 5  | Alfonso Portugal            |
| MF                    | 3  | Jorge Romo                  |
| MF                    | 6  | Francisco Flores            |
| FW                    | 7  | Alfredo Hernández           |
| FW                    | 8  | Salvador Reyes              |
| FW                    | 9  | Carlos Calderón de la Barca |
| FW                    | 10 | Crescencio Gutiérrez        |
| FW                    | 11 | Enrique Sesma               |
| Szövetségi kapitány:  |    |                             |
| Antonio López Herranz |    |                             |

### Magyarország – Wales
| 1958. június 8. 19:00 |

| Magyarország | 1–1               | Wales       |
| ------------ | ----------------- | ----------- |
| Bozsik 5'    | (1–1) Jegyzőkönyv | Charles 27' |

| Jernvallen, Sandviken Nézőszám: 20 000 Játékvezető: José María Codesal (uruguayi) Asszisztensek: Leo Lemešić (jugoszláv), Lucien van Nuffel (belga) |

| Magyarország | Wales |

| GK                   | 1  | Grosics Gyula    |
| DF                   | 2  | Mátrai Sándor    |
| DF                   | 3  | Sipos Ferenc     |
| DF                   | 4  | Sárosi László    |
| MF                   | 5  | Bozsik József    |
| MF                   | 6  | Berendy Pál      |
| FW                   | 11 | Sándor Károly    |
| FW                   | 9  | Hidegkuti Nándor |
| FW                   | 8  | Tichy Lajos      |
| FW                   | 10 | Bundzsák Dezső   |
| FW                   | 21 | Fenyvesi Máté    |
| Szövetségi kapitány: |    |                  |
| Baróti Lajos         |    |                  |

| GK                   | 1  | Jack Kelsey     |
| DF                   | 2  | Stuart Williams |
| DF                   | 3  | Mel Hopkins     |
| DF                   | 4  | Derek Sullivan  |
| MF                   | 5  | Mel Charles     |
| MF                   | 6  | Dave Bowen      |
| FW                   | 19 | Colin Webster   |
| FW                   | 7  | Terry Medwin    |
| FW                   | 9  | John Charles    |
| FW                   | 10 | Ivor Allchurch  |
| FW                   | 11 | Cliff Jones     |
| Szövetségi kapitány: |    |                 |
| Jimmy Murphy         |    |                 |

### Mexikó – Wales
| 1958. június 11. 19:00 |

| Mexikó       | 1–1               | Wales         |
| ------------ | ----------------- | ------------- |
| Belmonte 89' | (0–1) Jegyzőkönyv | Allchurch 32' |

| Råsunda Stadion, Solna Nézőszám: 25 000 Játékvezető: Leo Lemešić (jugoszláv) Asszisztensek: Nyikolaj Gavrilovics Latisev (szovjet), José María Codesal (uruguayi) |

| Mexikó | Wales |

| GK                    | 1  | Antonio Carbajal |
| DF                    | 2  | Jesús del Muro   |
| DF                    | 14 | Miguel Gutiérrez |
| DF                    | 17 | Raúl Cárdenas    |
| MF                    | 3  | Jorge Romo       |
| MF                    | 6  | Francisco Flores |
| FW                    | 19 | Jaime Belmonte   |
| FW                    | 8  | Salvador Reyes   |
| FW                    | 20 | Carlos Blanco    |
| FW                    | 22 | Carlos González  |
| FW                    | 11 | Enrique Sesma    |
| Szövetségi kapitány:  |    |                  |
| Antonio López Herranz |    |                  |

| GK                   | 1  | Jack Kelsey     |
| DF                   | 2  | Stuart Williams |
| DF                   | 3  | Mel Hopkins     |
| DF                   | 15 | Colin Baker     |
| MF                   | 5  | Mel Charles     |
| MF                   | 6  | Dave Bowen      |
| FW                   | 19 | Colin Webster   |
| FW                   | 7  | Terry Medwin    |
| FW                   | 9  | John Charles    |
| FW                   | 10 | Ivor Allchurch  |
| FW                   | 11 | Cliff Jones     |
| Szövetségi kapitány: |    |                 |
| Jimmy Murphy         |    |                 |

### Svédország – Magyarország
| 1958. június 12. 19:00 |

| Svédország     | 2–1               | Magyarország |
| -------------- | ----------------- | ------------ |
| Hamrin 34' 55' | (1–0) Jegyzőkönyv | Tichy 77'    |

| Råsunda Stadion, Solna Nézőszám: 40 000 Játékvezető: Jack Mowat (skót) Asszisztensek: Lucien van Nuffel (belga), Georg Dragvoll (norvég) |

| Svédország | Magyarország |

| GK                   | 1  | Kalle Svensson   |
| DF                   | 2  | Orvar Bergmark   |
| DF                   | 3  | Sven Axbom       |
| DF                   | 14 | Bengt Gustavsson |
| MF                   | 4  | Nils Liedholm    |
| MF                   | 6  | Sigge Parling    |
| FW                   | 7  | Kurt Hamrin      |
| FW                   | 20 | Bror Mellberg    |
| FW                   | 9  | Agne Simonsson   |
| FW                   | 8  | Gunnar Gren      |
| FW                   | 11 | Lennart Skoglund |
| Szövetségi kapitány: |    |                  |
| George Raynor        |    |                  |

| GK                   | 1  | Grosics Gyula  |
| DF                   | 2  | Mátrai Sándor  |
| DF                   | 3  | Sipos Ferenc   |
| DF                   | 4  | Sárosi László  |
| MF                   | 14 | Szojka Ferenc  |
| MF                   | 6  | Berendy Pál    |
| FW                   | 11 | Sándor Károly  |
| FW                   | 5  | Bozsik József  |
| FW                   | 8  | Tichy Lajos    |
| FW                   | 10 | Bundzsák Dezső |
| FW                   | 21 | Fenyvesi Máté  |
| Szövetségi kapitány: |    |                |
| Baróti Lajos         |    |                |

### Svédország – Wales
| 1958. június 15. 14:00 |

| Svédország | 0–0               | Wales |
| ---------- | ----------------- | ----- |
|            | (0–0) Jegyzőkönyv |       |

| Råsunda Stadion, Solna Nézőszám: 35 000 Játékvezető: Lucien van Nuffel (belga) Asszisztensek: Leo Lemešić (jugoszláv), Nyikolaj Gavrilovics Latisev (szovjet) |

| Svédország | Wales |

| GK                   | 1  | Kalle Svensson   |
| DF                   | 2  | Orvar Bergmark   |
| DF                   | 3  | Sven Axbom       |
| DF                   | 14 | Bengt Gustavsson |
| MF                   | 15 | Reino Börjesson  |
| MF                   | 6  | Sigge Parling    |
| FW                   | 21 | Bengt Berndtsson |
| FW                   | 10 | Arne Selmosson   |
| FW                   | 19 | Henry Källgren   |
| FW                   | 18 | Gösta Löfgren    |
| FW                   | 11 | Lennart Skoglund |
| Szövetségi kapitány: |    |                  |
| George Raynor        |    |                  |

| GK                   | 1  | Jack Kelsey     |
| DF                   | 2  | Stuart Williams |
| DF                   | 3  | Mel Hopkins     |
| DF                   | 4  | Derek Sullivan  |
| MF                   | 5  | Mel Charles     |
| MF                   | 6  | Dave Bowen      |
| FW                   | 18 | Roy Vernon      |
| FW                   | 8  | Ron Hewitt      |
| FW                   | 9  | John Charles    |
| FW                   | 10 | Ivor Allchurch  |
| FW                   | 11 | Cliff Jones     |
| Szövetségi kapitány: |    |                 |
| Jimmy Murphy         |    |                 |

### Magyarország – Mexikó
| 1958. június 15. 19:00 |

| Magyarország                          | 4–0               | Mexikó |
| ------------------------------------- | ----------------- | ------ |
| Tichy 19' 46' Sándor 54' Bencsics 69' | (1–0) Jegyzőkönyv |        |

| Jernvallen, Sandviken Nézőszám: 13 300 Játékvezető: Arne Eriksson (finn) Asszisztensek: José María Codesal (uruguayi), Jack Mowat (skót) |

| Magyarország | Mexikó |

| GK                   | 22 | Ilku István      |
| DF                   | 2  | Mátrai Sándor    |
| DF                   | 3  | Sipos Ferenc     |
| DF                   | 4  | Sárosi László    |
| MF                   | 14 | Szojka Ferenc    |
| MF                   | 15 | Kotász Antal     |
| FW                   | 7  | Budai László     |
| FW                   | 20 | Bencsics József  |
| FW                   | 9  | Hidegkuti Nándor |
| FW                   | 8  | Tichy Lajos      |
| FW                   | 11 | Sándor Károly    |
| Szövetségi kapitány: |    |                  |
| Baróti Lajos         |    |                  |

| GK                    | 1  | Antonio Carbajal    |
| DF                    | 2  | Jesús del Muro      |
| DF                    | 14 | Miguel Gutiérrez    |
| DF                    | 17 | Raúl Cárdenas       |
| MF                    | 15 | Guillermo Sepúlveda |
| MF                    | 6  | Francisco Flores    |
| FW                    | 19 | Jaime Belmonte      |
| FW                    | 8  | Salvador Reyes      |
| FW                    | 20 | Carlos Blanco       |
| FW                    | 22 | Carlos González     |
| FW                    | 11 | Enrique Sesma       |
| Szövetségi kapitány:  |    |                     |
| Antonio López Herranz |    |                     |

### Rájátszás: Wales – Magyarország
| 1958. június 17. 19:00 |

| Wales                    | 2–1               | Magyarország |
| ------------------------ | ----------------- | ------------ |
| Allchurch 55' Medwin 76' | (0–1) Jegyzőkönyv | Tichy 33'    |

| Råsunda Stadion, Solna Nézőszám: 20 000 Játékvezető: Nyikolaj Gavrilovics Latisev (szovjet) Asszisztensek: José María Codesal (uruguayi), Arne Eriksson (finn) |

| Wales | Magyarország |

| GK                   | 1  | Jack Kelsey     |
| DF                   | 2  | Stuart Williams |
| DF                   | 3  | Mel Hopkins     |
| DF                   | 4  | Derek Sullivan  |
| MF                   | 5  | Mel Charles     |
| MF                   | 6  | Dave Bowen      |
| FW                   | 7  | Terry Medwin    |
| FW                   | 8  | Ron Hewitt      |
| FW                   | 9  | John Charles    |
| FW                   | 10 | Ivor Allchurch  |
| FW                   | 11 | Cliff Jones     |
| Szövetségi kapitány: |    |                 |
| Jimmy Murphy         |    |                 |

| GK                   | 1  | Grosics Gyula   |     |
| DF                   | 2  | Mátrai Sándor   |     |
| DF                   | 3  | Sipos Ferenc    | 84′ |
| DF                   | 4  | Sárosi László   |     |
| MF                   | 5  | Bozsik József   |     |
| MF                   | 15 | Kotász Antal    |     |
| FW                   | 7  | Budai László    |     |
| FW                   | 20 | Bencsics József |     |
| FW                   | 10 | Bundzsák Dezső  |     |
| FW                   | 8  | Tichy Lajos     |     |
| FW                   | 21 | Fenyvesi Máté   |     |
| Szövetségi kapitány: |    |                 |     |
| Baróti Lajos         |    |                 |     |